# 范怀德
范怀德（義大利語：Antonio Fantosati；1842年10月16日—1900年7月7日）是意大利来华传教士及湖南南境宗座代牧区宗座代牧，他在1900年庚子事变中被杀害。 
1842年10月16日，范怀德于意大利中部翁布里亚的特雷维乡村一个热心的天主教家庭出生。他於1862年加入方济各会，1865年6月13日晉鐸，1867年10月与雷体仁神父一同前往中国传教。
范怀德的传教地点位于湖北省北部山区。他通过多年努力，在汉水沿岸的商业重镇老河口吸引到大批信徒，使之成为重要的传教中心。聖座后来成立老河口教區。他於1879年成为南熙教區副主教，并负责修建了宏伟的主教座堂。
教宗良十三世於1892年4月5日將他任命为湖南南境宗座代牧区首任主教，他於11月11日晉牧並驻扎衡州北门外黄沙湾。衡州教案於1900年7月3日爆发，衡州府城南门外的英国福音堂被焚毁；次日，3万余人冲入黄沙湾天主教主教公署，打伤任德高副主教，又将董哲西神父打伤后拽至堂外烧死，然后放火烧毁总堂和育婴堂。当时正在耒阳杉木桥重建被拆毁教堂的范怀德主教於7月5日接到任德高的告急信，於是他和安守仁神父乘船返衡。船於7月7日刚抵岸，二人被痛殴致死并被焚尸灭迹。
范怀德的部分遗骨被带回家乡特雷維，保存在San Martino修院。他於2000年10月封圣。